# Kazuyoshi Mikami
Kazuyoshi Mikami (三上 和良, Mikami Kazuyoshi) est un footballeur japonais né le 29 août 1975 à Saitama.